# 小沃爾納特鎮區 (巴特勒縣)
小沃爾納特鎮區（英語：Little Walnut Township）為位在美國堪薩斯州巴特勒縣的鎮區。2010年美国人口普查中該鎮區人口有1,044人。
小沃爾納特鎮區於1877年設立。

## 地理
小沃爾納特鎮區涵蓋面積94.19平方（36.37平方英里），境內擁有一座城鎮：利昂。

### 墓園
根據美國地質調查局的資料，此鎮區擁有2座墓園：
- 利昂墓園（Leon Cemetery）
- 基托墓園（Quito Cemetery）

### 溪流
通過此鎮區的溪流有：
- 希科里溪北支流（North Branch Hickory Creek）
- 希科里溪南支流（South Branch Hickory Creek）

## 人口統計
根據2010年美國人口普查，小沃爾納特鎮區人口有1,044人，人口密度為11.15人/平方公里。種族方面，94.25%為白人；0.38%為非裔美洲人；1.34%為美洲原住民；0.19%為亞洲人；0%為太平洋島民；1.15%為其他種族；另外有2.68%為兩個或以上的種族。而西班牙裔美國人或拉丁美洲人佔該鎮區人口的2.39%。

## 外部連結
- City-Data.com （页面存档备份，存于）